# جمعية الشبيبة البحرينية
جمعية الشبيبة البحرينية هي منظمة شبابية ديمقراطية في مملكة البحرين، تكافح من أجل حقوق الشباب البحرينيين في التعليم والرعاية الصحية والديمقراطية والحرية والمشاركة في الحياة السياسية.
تركز جمعية الشبيبة أيضا على العمل الدولي بصفتها عضوا في اتحاد الشباب الديمقراطي العالمي.
تعتبر جمعية الشبيبة التنظيم الشبابي اليساري الوحيد في منطقة الخليج العربي. تعاني المنطقة من القمع السلطوي والاجتماعي ولا يوجد فيها التجربة الديمقراطية الحقيقية.
نظمت جمعية الشبيبة مؤتمر دولي بعنوان شباب الخليج والطريق إلى الديمقراطية من 31 أكتوبر إلى 1 نوفمبر 2008 بمشاركة دولية ومحلية واسعة ووضعت بعض التوصيات للنضال من أجل الإصلاح المستقبلي في المنطقة. كان من بين المشاركين شباب وناشطين من الأردن والكويت والمملكة العربية السعودية ولبنان والبحرين والسويد والبرتغال واليونان والهند وموريشيوس وقبرص.